# Hulunbuir Hailar Airport
Hulunbuir Hailar Airport är en flygplats i Kina. Den ligger i den autonoma regionen Inre Mongoliet, i den norra delen av landet, omkring 1 100 kilometer nordost om regionhuvudstaden Hohhot.
Runt Hulunbuir Hailar Airport är det glesbefolkat, med 8 invånare per kvadratkilometer. Närmaste större samhälle är Hailar, 9,1 km väster om Hulunbuir Hailar Airport. Trakten runt Hulunbuir Hailar Airport består i huvudsak av gräsmarker.
Genomsnittlig årsnederbörd är 585 millimeter. Den regnigaste månaden är juli, med i genomsnitt 155 mm nederbörd, och den torraste är februari, med 7 mm nederbörd.